# 井上政蔽
井上 政蔽（いのうえ まさあきら）は、はじめ1000石の旗本。のちに下総高岡藩3代藩主。
寛文元年（1661年）、2代藩主・井上政清の次男として生まれる。長兄に内記がいたため、1000石の旗本であった叔父・井上政則の養子となり、寛文9年（1669年）に家督を継いで旗本となった。しかし内記が早世したため、家督を井上政強に譲り、自らは高岡藩に戻って世子となった。延宝3年（1675年）に父が死去したため家督を継いだ。このとき、弟の政式に1500石を分与したため、高岡藩は1万1500石から1万石になった。延宝4年（1676年）12月、従五位下、筑後守に叙位・任官する。
延宝9年（1681年）8月、駿府城加番に任じられる。元禄3年（1690年）7月には大坂加番に任じられ、元禄8年（1695年）には日光祭礼奉行に任じられるなど、諸役を歴任した。
正徳6年（1716年）3月1日に死去した。享年56。跡を長男の政鄰が継いだ。
先に1500石分与させた弟で旗本の政式の次男であった井上正敦は、常陸下妻藩主の井上正長の養子となってその跡を継いだ。

## 系譜
父母
- 井上政清（実父）
- 井上政則（養父）

正室
- 毛利就隆の娘

子女
- 井上政鄰（長男）
- 酒井忠郷（次男）
- 井上正豊（三男）
- 大河内政経（四男）
- 井上正森（六男）
- 久保勝政の養女
- 鳥居成昭室
- 西郷近致室、大沢基貫の養女
- 松前端広室
- 飯塚昭之の養女
- 渋江胤直室、井上政武の養女
- 座光寺為慮室